# ریزوم (هنر)
ریزوم اشاره به یک سازمان غیرانتفاعی ویژه هنرمندان و یکی از بزرگترین آرشیوهای آنلاین است که هنرمندان خلاقیت‌های خودشان را با فناوری‌های مدرن (میدیا) ارائه می‌دهند و برای این منظور امکانات فراوان و سایت ویژه‌ای که مدام به روز می‌شود و... در اختیار دارند.
اگرچه برای راه اندازی ریزوم از سال ۱۹۹۶ تلاش می‌شد و هنرمندان به کمک ایمیل و... به همدیگر در این مورد اطلاع‌رسانی می‌کردند اما عملاً از سال ۱۹۹۹ آغاز به کار کرده است و از سراسر دنیا هنرمندان جهان را که در رشته‌های گوناگون هنر فعالیت می‌کنند، متوجه خود نموده است.
سازمان هنری ریزوم با مراکز هنری از جمله موزه هنرهای معاصر در نیویورک رابطه تنگاتنگ دارد. یکی از فعالیت‌های سازمان ریزوم، برگزاری آنلاین (نمایشگاه) هنرمندان است.
نام ریزوم آگاهانه برای سازمان مزبور انتخاب شده است و تفکر پویا و رو به رشد ریزومی را تداعی می‌کند.